# Bundaberg Tennis International 2012
Il Bundaberg Tennis International 2012 (Australia F4 Futures 2012) è stato un torneo di tennis facente della categoria ITF Women's Circuit nell'ambito dell'ITF Women's Circuit 2012 e dell'ITF Men's Circuit nell'ambito dell'ITF Men's Circuit 2012. Sia il torneo maschile che quello femminile si sono giocati a Bundaberg in Australia dal 26 marzo al 1º aprile su campi in terra rossa.

## Campioni

### Singolare maschile
Jason Kubler ha battuto in finale  John Millman con il punteggio di 6–4, 1–6, 6–1

### Doppio maschile
James Lemke /  Dane Propoggia hanno battuto in finale  Adam Feeney /  Adam Hubble con il punteggio di 6–3, 6–2

### Singolare femminile
Sandra Zaniewska ha battuto in finale  Shūko Aoyama con il punteggio di 6–3, 6–2

### Doppio femminile
Shūko Aoyama /  Junri Namigata hanno battuto in finale  Sacha Jones /  Sally Peers con il punteggio di 6–1, 7–5